# Christian Schandl
Christian Schandl (* 29. März 1978 in Wien) ist ein ehemaliger österreichischer Fußballspieler.

## Vereinskarriere
Schandl begann seine Karriere in der Jugend des FK Austria Wien, wo er nach seiner Teilnahme an der U-16-Fußball-Europameisterschaft im Jahre 1994 erstmals in den Profikader geholt wurde und in einem Testspiel gegen den SV Wiener Neudorf zum Einsatz kam. Ab 1995 wurde er beim Satellitenklub Prater SV verliehen, der zu diesem Zeitpunkt unter dem Namen Prater Memphis das Amateurteam der Austria darstellte. Dort etablierte er sich an der Seite der späteren österreichischen Nationalspieler Muhammet Akagündüz, Yüksel Sariyar und Bozo Kovacevic im Erwachsenenfußball, gewann als Leistungsträger einmal den Wiener TOTO-Cup 1996 und den Meistertitel in der Wiener Stadtliga in der Saison 1997/98.
Nachdem ihn die Austria trotz einer guten Torquote in der Stadtliga, seit 1994 lediglich für Freundschaftsspiele in den Profikader hochgezogen hatte und ihm damit der Durchbruch beim österreichischen Bundesligisten verwehrt blieb, wechselte er im Sommer 1998 gemeinsam mit seinem Vereinskollegen Markus Holemar in die Scottish Premier League zu Heart of Midlothian.
Bei den Hearts wurde er mit einem Halbjahresvertrag ausgestattet und in den Profikader aufgenommen. Zwecks Gewöhnung an die Liga kam er bis zum Winter in der Scottish Reserve League zum Einsatz, wo er jedoch nicht überzeugen konnte.
Nachdem ein Wechsel zum damaligen deutschen Regionalligisten 1. FC Saarbrücken scheiterte, schloss er sich zur Rückrunde der Spielzeit 1998/99 dem damaligen österreichischen Drittligisten SC Untersiebenbrunn an. Bei den Marchfeldern erhielt er unter Trainer Norbert Barisits auf Anhieb einen Stammplatz und steuerte 4 Tore zum Gewinn des Meistertitels in der Regionalliga-Ost bei. In den folgenden Aufstiegsrelegationsspielen gegen den SV Spittal, welche der Verein knapp mit 1:1 und 0:0 für sich entscheiden konnte, gelang ihm der entscheidende Torerfolg, wodurch er zum Aufstiegshelden avancierte.
In der Hinrunde zur Spielzeit 1999/00 entwickelte sich Schandl mit 5 Torerfolgen zum gefährlichsten Stürmer des Vereins, ehe er im November an den türkischen Erstligisten Gençlerbirliği Ankara verkauft wurde. Der Hauptstadtverein, bei dem mit Yüksel Sariyar bereits ein früherer Mitspieler aus Austria Zeiten im Kader stand, hatte Schandl in einem Spiel gegen den VfB Admira Wacker Mödling entdeckt, als man eigentlich den türkischstämmigen Stürmer Muhammet Akagündüz beobachtete.
Bereits eine Woche nach seiner Verpflichtung feierte er bei der 1:2-Niederlage im Stadtderby gegen MKE Ankaragücü sein Debüt für den neuen Verein, bei dem ihm auch gleich sein erster Torerfolg gelang. Im Verlauf der Rückrunde hatte er jedoch mit mehreren kleinen Verletzungen und akutem Heimweh zu kämpfen, wodurch er nicht über den Status als Ergänzungsspieler hinaus kam. Bis zum Ende der Spielzeit kam er vorwiegend als Wechselspieler zu 13 Ligaeinsätzen mit 2 Torerfolgen, ehe er auf eigenen Wunsch zurück nach Untersiebenbrunn wechselte.
Zurück in der Heimat konnte er nahtlos an die zuvor gezeigten Leistungen anschließen. In der von Markus Aigner als Spielmacher organisierten Mannschaft konnte er als Stoßstürmer 13 Tore erzielen und belegte mit Tabellenendrang 3 die beste Platzierung in der Geschichte des Vereins. Durch die Kooperation mit dem FK Austria Wien ab der Spielzeit 2001/02 entwickelte sich der Verein zu einer Art Satellitenklub der Favoritner, wodurch Talente wie Paul Scharner, Gerald Krajic, Robert Almer oder Bozo Kovacevic zum Verein stießen, der Aufstieg mit zwei 4. Plätzen aber weiterhin verwehrt blieb. Schandl blieb als eine der wenigen Konstanten im Kader, bis er nach einem Trainerwechsel zu Helmut Kraft in der Rückrunde der Spielzeit 2002/03 seinen Status als unangefochtener Stammspieler verlor und erstmals zu weniger Einsatzzeiten kam. Als Kraft in der Sommerübertrittszeit der Spielzeit 2003/04 mit Armin Hobel den amtierenden Torschützenkönig der zweiten Liga und damit seinen erklärten Wunschspieler verpflichten konnte, drohte Schandl endgültig ein Schicksal als Back-Up, woraufhin er seinen Abgang forcierte.
Nachdem im Sommer 2001 noch ein Wechsel in die 2. deutsche Bundesliga zu Hannover 96 nach einer bereits mündlich bestehenden Vereinbarung lediglich an der Entlassung des damaligen Trainers Horst Ehrmantraut gescheitert war, wechselte Schandl nun überraschend zum Regionalliga-Ost Aufsteiger SC-ESV Parndorf.
Der als Königstransfer geholte Stürmer avancierte daraufhin auf Anhieb zum Leistungsträger und steuerte 14 Saisontore zum mit 7 Punkten Vorsprung erreichten Meistertitel in der RLO-Debütsaison des Vereins bei. Der Durchmarsch in die zweitklassige Erste Liga verpasste der Verein jedoch aufgrund der Auswärtstorregel nach einem 0:0 und 1:1 in den Relegationsspielen gegen den FC Gratkorn.
In der Folgespielzeit scheiterte er mit dem Verein trotz namhafter Neuzugänge, wie dem jugoslawischen Ex-Internationalen Nenad Grozdić oder László Klausz mit 4 Punkten Rückstand als Vizemeister hinter den Austria Amateuren. Schandl konnte seine Leistungen mit 13 Saisontoren aber weiterhin bestätigen. In der Winterübertrittszeit der Saison 2005/06 verließ er als Stammspieler überraschend die abermals auf Aufstiegskurs befindlichen Burgenländer und wechselte in die 1. NÖ. Landesliga zum SK Schwadorf.
Bei den Niederösterreichern traf er mit Trainer Attila Sekerlioglu auf einen alten Vereinskollegen aus Austria- und Untersiebenbrunn Zeiten, welcher dank des Sponsoring von Richard Trenkwalder bereits einen mit Ex-Bundesligaprofis, wie Patrick Wunderbaldinger, Oliver Lederer oder Thomas Zingler bestückten Kader zusammen hatte. In der Rückrunde dominierte der Verein die Liga und feierte mit 17 Vorsprung den unangefochtenen Landesligameistertitel. Obwohl erst im Winter verpflichtet, krönte sich Schandl mit 12 Toren in ebenso vielen Rückrundeneinsätzen zum besten Torschützen des Vereins.
Für die Regionalliga wurde der Kader mit weiteren renommierten Ex-Profis, wie etwa Michael Wagner oder Alexander Jank signifikant verstärkt, um den sofortigen Durchmarsch in die Erste Liga zu realisieren. Als das Ziel zur Winterpause mit Tabellenrang 4 deutlich gefährdet war, kam es zu einer weiteren Transferoffensive, in dessen Verlauf insgesamt 11 Spieler verpflichtet wurden. Zudem stieg Trenkwalder bei dem Tabellenschlusslicht SC Eisenstadt ein, welche ohne eine finanzielle Unterstützung vor der Einstellung des Spielbetriebs standen. Trenkwalder übernahm alle laufenden Schulden und verlieh gleichzeitig insgesamt 8 Schwadorf Spieler, darunter Volkan Kahraman und Schandl nach Eisenstadt. Schwadorf hatte zuvor bereits mit Daniel Kastner, Hannes Toth und dem slowakischen Ex-Nationalspieler Martin Fabuš drei weitere Mittelstürmer geholt, wodurch Schandl, zu diesem Zeitpunkt mit 8 Toren aus 13 Spielen gefährlichster Offensivspieler, entbehrlich wurde. Zusätzlich verfolgte Trenkwalder offen das Ziel, durch die kurzfristige Kaderstärkung von Eisenstadt möglicherweise auch einen Konkurrenten im Aufstiegskampf zu schwächen, was ihm den Vorwurf der Wettbewerbsverzerrung einbrachte.
Eisenstadt spielte auch tatsächlich eine furiose Rückrunde, in der man lediglich zwei Spiele, darunter gegen Schwadorf, verlor und sich vom 16. bis zum 11. Tabellenplatz vorarbeitete. Schandl war neben Kahraman, Petr Machan und dem ebenfalls im Winter verpflichteten Liechtensteiner Marco Pérez eine der großen Stützen der Mannschaft, schoss 9 Tore in 13 Spielen und wurde mit insgesamt 18 Toren Zweiter der Torschützenliste hinter Eldar Topić. Nachdem Schwadorf den Aufstieg geschafft hatte, beendete Trenkwalder wieder die Unterstützung für Eisenstadt, woraufhin Schandl ligaintern zum Traditionsverein Wiener Sportklub wechselte.
Bei den Dornbachern sollte er als Wunschspieler des damaligen Trainer Peter Schöttel den Abgang von Osman Bozkurt kompensieren, der nach 15 Saisontoren ligaintern zur Vienna gewechselt war.  Dies gelang ihm jedoch nur zum Teil. Er war zwar abermals über die gesamte Spielzeit unangefochtener Stammspieler, hatte aber mit mehreren Verletzungen zu kämpfen und konnte zum Saisonende lediglich 5 Saisontore zum Tabellenendrang 4 beisteuern. Nach dem Abgang von Präsident Helmut Dvoracek und Trainer Schöttel vor der Spielzeit 2008/09, folgte ein Totalumbruch der Mannschaft, der den Abgang fast aller Routiniers wie Andreas Lipa, Alfred Niefergall, Jürgen Leitner oder Markus Endress zur Folge hatte. Schandl blieb, als ältester Kaderspieler dem Verein erhalten. Nachdem man dem Verein aufgrund der vielen Abgänge nicht zum Favoritenkreis der Liga zählte, hielt man sich überraschend lange im Aufstiegskampf und belegte am Ende abermals den 4. Tabellenrang. Zudem spielte man höchst erfolgreich beim Wiener Stadthallenturnier, in dessen Verlauf der Verein nach einem 7:2-Erfolg im Semifinale gegen den SK Rapid Wien das Finale erreichen konnte, wo man aber mit 1:8 gegen den First Vienna FC unterging. Schandl kam in allen Begegnungen zum Einsatz und erzielte zwei Treffer. Abseits der Halle spielte er mit insgesamt 8 Torerfolgen eine solide Saison, verletzte sich aber im Spiel gegen die SK Rapid Amateure schwer und konnte erst im September der Folgesaison sein Comeback feiern. Insgesamt lief er in der Rückrunde der Spielzeit 2009/10 noch 3 Mal für den Sportklub auf, ehe ihm der neue WSK-Trainer Hans Kleer mitteilte nicht mehr mit ihm zu planen. Daraufhin beendete er 31-jährig seine Spielerkarriere.

## Nationalmannschaft
Schandl spielte bis zur U-18 in allen Altersklassen als Nationalspieler für Österreich.
Seinen größten Erfolg auf internationaler Ebene konnte er als Mitglied der österreichischen U-16 Nationalmannschaft bei der Europameisterschaft 1994 feiern, wo er an der Seite von Gernot Plassnegger und Sanel Kuljić den 4. Platz belegte. Schandl kam in allen 6 Europameisterschaftsspielen zum Einsatz.

## Erfolge
- 3 × Meister Regionalliga-Ost: 1999, 2004, 2006
- 1 × Meister Wiener Stadtliga: 1998
- 1 × Meister Landesliga Niederösterreich: 2006
- 1 × Sieger des Wiener TOTO-Cup:  1996
- 1 × Viertelfinale ÖFB-Cup: 2002